# Kostel Nanebevzetí Panny Marie (Poběžovice)
Kostel Nanebevzetí Panny Marie se nachází v centru města Poběžovice, na mírné vyvýšenině a je obklopen zástavbou. V současné době je kostel pravidelně využíván ke konání bohoslužeb a jiných kulturních akci. Duchovní správa sídlí v přilehlé farní budově a od roku 2005 jsou Poběžovice sídelní farností pro ostatní sloučené farnosti. Kostel patří pod římskokatolickou farnost Poběžovice, jež spadá pod vikariát domažlický. Kontaktní adresa je náměstí náměstí Míru 54, 345 22 Poběžovice. Stavba má cenné gotické jádro s pozdější hodnotnou barokní přestavbou. Významně se podílí na panoramatu města a je dominantou celého náměstí.

## Stavební fáze

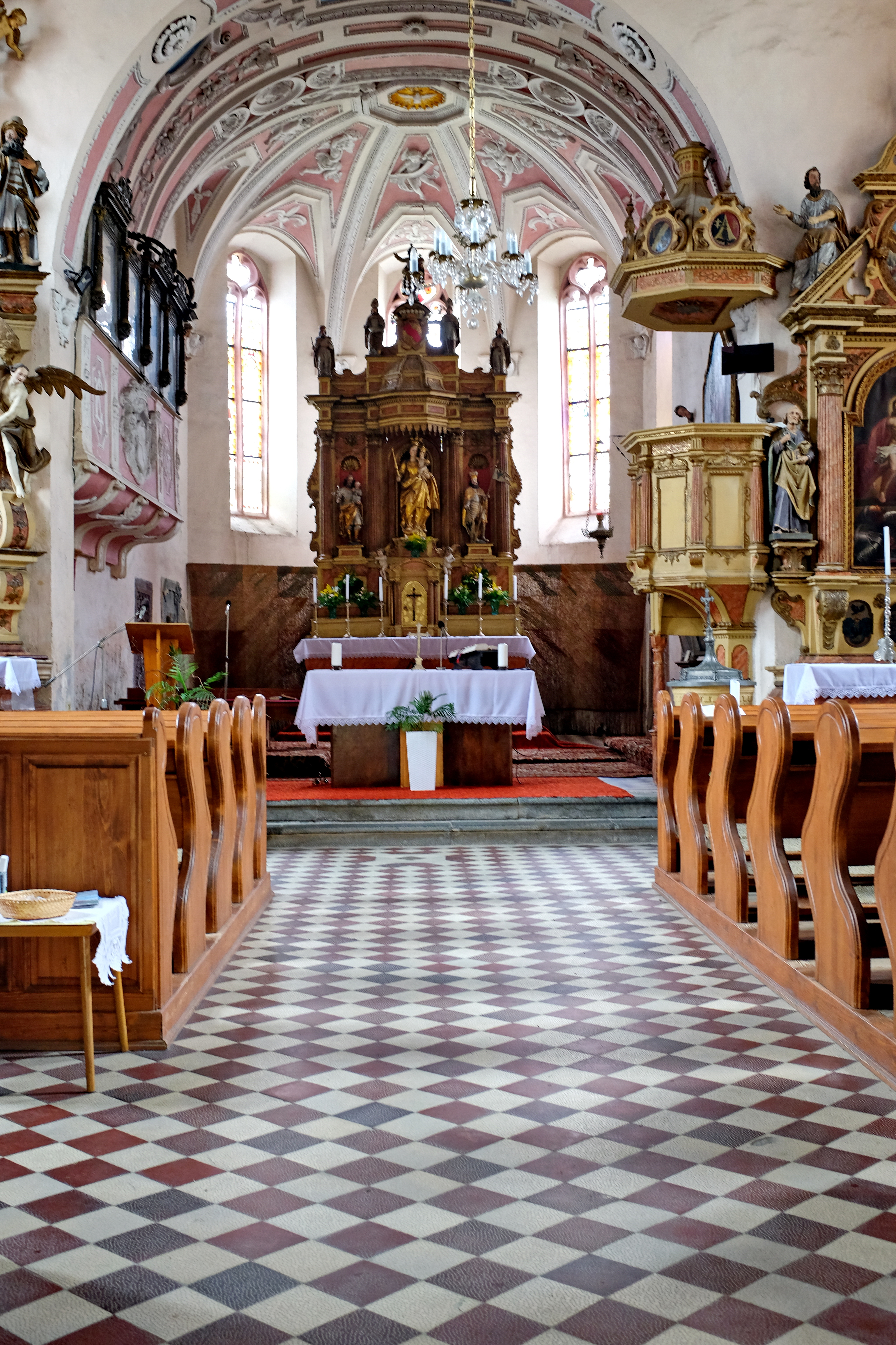
Interiér kostela

Kostel Nanebevzetí Panny Marie v Poběžicích je jádrem pozdně gotická stavba z roku 1490. Kostel byl založen Dobrohostem z Ronšperka, který byl tehdejším majitelem panství a je v kostele pohřben. Kostel měl funkci pohřebního místa držitelů hradu Ronšperka. Ve druhé polovině 17. století (1632) byl vyhořelý kostel přestavěn do barokní podoby. Kostel měl v hlavním průčelí dvě věže. Kolem roku 1900 byla věž napravo od vstupu snesena. Zvonová stolice pochází z první poloviny 20. století.

## Stavební podoba

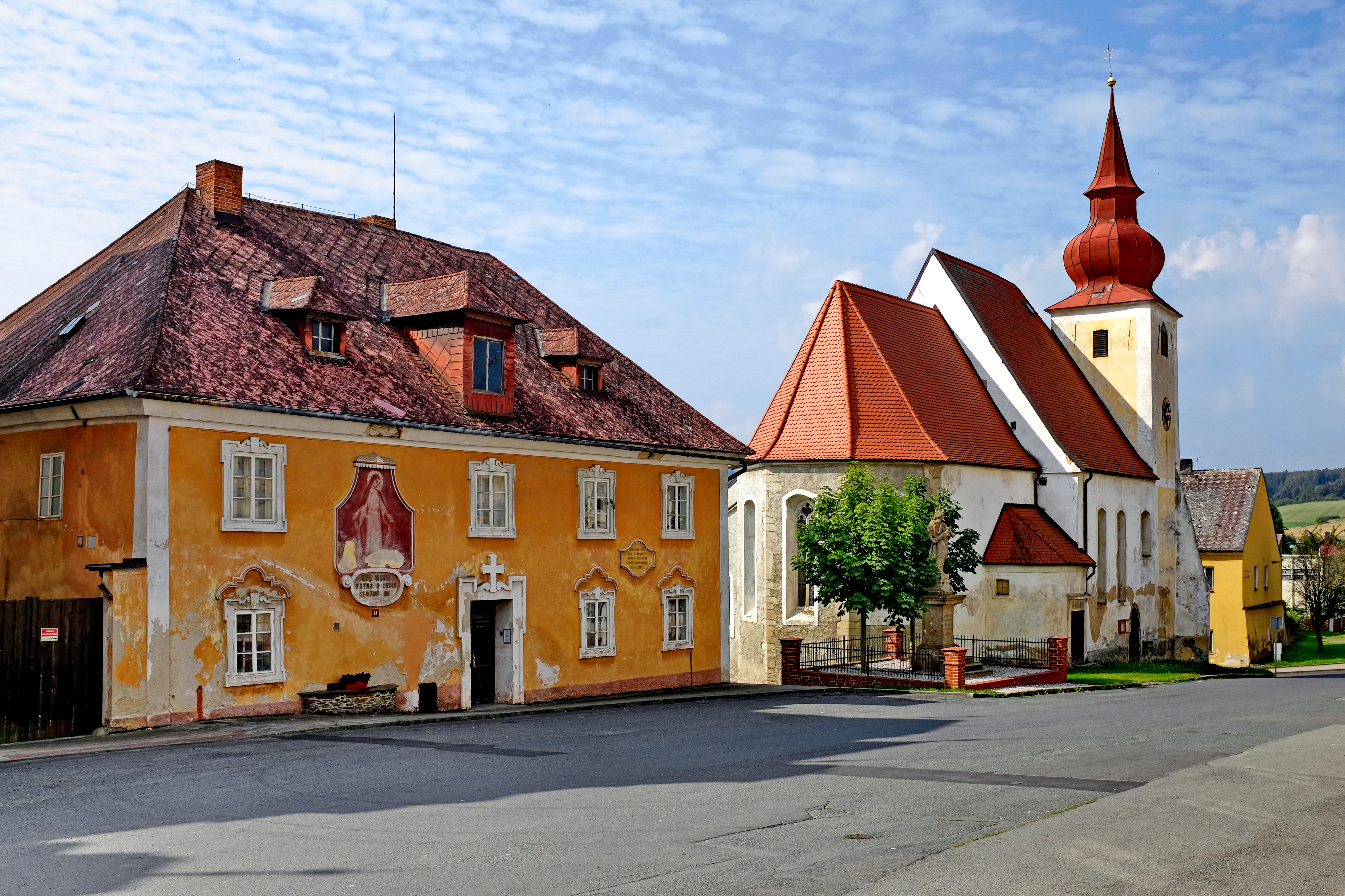
Kostel s farou

Jedná se o orientovanou jednolodní stavbu s polygonálním chórem, k němuž na jihu přiléhá sakristie, na severu je předsíň s oratoří. Střechy jsou valbové a pultové. Průčelí lodi je na západním straně zesíleno čtyřmi opěrnými pilíři, jsou hladká a člení je pouze hlavní římsa. Okna mají segmentové záklenky, v chóru jsou zachovány kružby. Západní vstup je krytý otevřenou, mezi pilíři vloženou a valeně zaklenutou předsíní. Interiér lodi je nečleněný, osvětlený třemi páry oken a kryje jej dřevěný kazetový strop. V západní části je umístěna dřevěná, dvěma pilíři nesená kruchta, která je přístupná dveřmi v západním průčelí. Vítězný oblouk, který je zdoben třemi znakovými kartušemi se otevírá do chóru, zaklenutého valenou lunetovou klenbou, kterou pokrývají štukové festony a vložené kartuše s postavami andělů. Malby v klenbě jsou novodobé. Na severní straně je štukem ozdobený balkon. Oratoř je zdobena znakem rodiny jménem Coudenhove. V sakristii je zachováno gotické okno.